# Bunkermuseum Emden
Das Bunkermuseum Emden wurde 1995 in einem Hochbunker in der Emder Innenstadt eröffnet. Es gilt als das erste Museum in einem Luftschutzbunker in der Bundesrepublik Deutschland, das sich mit der Geschichte der Bauwerke befasst. Es zeigt in 26 Räumen mit jeweils verschiedenen thematischen Schwerpunkten die Geschichte der Bunker, die Verfolgung und Unterdrückung durch die Nationalsozialisten in der Stadt Emden von 1933 bis 1945 sowie die Nachkriegszeit bis Anfang der 1950er Jahre. Das Museum ist von Mai bis Oktober geöffnet. Träger ist der im März 1994 gegründete Verein Arbeitskreis Bunkermuseum. Finanziert wird das Museum über Zuwendungen, Spenden und ehrenamtliche Tätigkeiten der Mitglieder des Vereins. Geld von der Kommune oder aus anderen öffentlichen Quellen bekommt das Bunkermuseum für den laufenden Betrieb so gut wie nicht. Ab November 2020 war das Bunkermuseum wegen fehlender oder nicht ausreichender Brandschutzmaßnahmen geschlossen. Nach Anbau eines Fluchtturms wurde das Museum am 6. September 2023 wieder geöffnet.

## Geschichte
Emden war zu Beginn des Zweiten Weltkrieges eine wichtige Industrie- und Hafenstadt, die aufgrund ihrer Lage im äußersten Nordwesten des Deutschen Reiches für die auf Großbritannien stationierten alliierten Bomberflotten schnell zu erreichen war. Die Nationalsozialisten stuften Emden daher in „Rang 1 luftkriegsgefährdeter Städte“ ein. Trotzdem waren bei Kriegsbeginn am 1. September 1939 (Überfall auf Polen) mit Ausnahme von vier öffentlichen Luftschutzräumen und einer Befehlsstelle keine weiteren Luftschutzbauwerke für die Bevölkerung Emdens (Einwohnerzahl 35.189) fertiggestellt worden. Am 31. März 1940 wurde Emden erstmals von Flugzeugen der britischen Royal Air Force (RAF) bombardiert, wobei sieben Einwohner getötet, 17 verletzt und 78 obdachlos wurden.

### Bunkerbau
Erst mit dem am 10. Oktober 1940 befohlenen „Führer-Sofortprogramm“ setzte eine verstärkte Bautätigkeit ein. In Emden entstanden daraufhin bis Kriegsende unter Einsatz ausländischer Zwangsarbeiter und Kriegsgefangener, die in den Bauten keinen Schutz suchen durften, 35 große Luftschutzbunker und weitere 141 splittersichere Kleinbunker. Insgesamt zahlte das Deutsche Reich für den Schutzraumbau in Emden rund 20 Millionen Reichsmark.
Emden wurde in der Folge weiter bombardiert, so auch am 6. September 1944. Dabei wurden mehr als 80 Prozent des Stadtgebiets zerstört. Die vergleichsweise geringe Zahl an Luftkriegstoten (mindestens 415) war den vielen Luftschutzbunkern zu verdanken. Emden war neben Wilhelmshaven die einzige Stadt, in der es für fast alle Einwohner bombensichere Räume gab.

### Bunker Holzsägerstraße
Der Bau des Bunkers an der Holzsägerstraße begann am 1. April 1941 nach Plänen des Luftschutzbauamtes. Zuvor waren dort mehrere Häuser abgebrochen worden. Das Bauwerk wurde am 14. April 1942 fertiggestellt. Insgesamt wurden 2.901 Kubikmeter Eisenbeton verbaut. Das Gebäude ist 14,06 Meter lang, 13,70 Meter breit und 18,35 Meter hoch. Es verfügt über einen Keller sowie sechs darüber liegende Geschosse. Die Außenwände sind 1,40 Meter dick, die Innenwände 0,40 Meter und die Decken 1,40 Meter. In seinem Inneren befinden sich 28 Räume, die zwischen 3 × 2,10 Meter und 3 × 3,20 Meter groß sind. In den kleineren Räumen waren drei Betten und in den übrigen neun Betten übereinander angebracht. In jedem Halbgeschoss befanden sich kleine Küchen und die Toiletten mit Waschraum. Insgesamt verfügte der Bunker über 276 Liegeplätze und 84 Sitzplätze. Krankenstation, Wachraum für den Bunkerwart, Belüftungsanlage und das Notstromaggregat waren im Kellergeschoss untergebracht. Nach dem Krieg stand das Gebäude lange leer. Es kam in den Besitz der Bundesvermögensverwaltung, die es für den Zivilschutz vorhielt.

### Bunkermuseum
Im März 1994 gründete sich ein Arbeitskreis. Ziel war die Einrichtung eines Museums im Bunker Holzsägerstraße. Zum 50. Jahrestag der Zerstörung Emdens organisierte der Arbeitskreis ab dem 6. September 1994 in dem Gebäude erstmals eine Ausstellung, bei der mehr als 5.000 Besucher gezählt wurden. In den Folgemonaten übertrug die Bundesvermögensverwaltung das Bauwerk dem Verein. Unter Beteiligung der Fachhochschule Ostfriesland, der Bürgerinitiative Borssum, der Osterburgschule sowie von Privatleuten und Sponsoren richtete der Verein das Gebäude danach her und konzipierte die Ausstellung. Am 6. Mai 1995 eröffnete das Museum bei den Gedenkfeiern zum 50. Jahrestag des Kriegsendes im Beisein kanadischer Gäste und Piloten aus den Geschwadern, die Emden bombardierten. Am 2. Juli 2006 wurde der 100.000 Besucher gezählt.
Ab November 2020 war das Bunkermuseum wegen fehlender oder nicht ausreichender Brandschutzmaßnahmen zeitweilig geschlossen. Nach Anbau eines Fluchtturms wurde das Museum am 6. September 2023 wieder geöffnet. 2023 beschloss der Trägerverein des Bunkermuseums, das Gebäude von der Stadt Emden zu kaufen.

## Dauerausstellung
Im Eingangsbereich erinnert eine Tafel an die Bombentoten aus Emden. Die Dauerausstellung zieht sich in chronologischer Ordnung durch 26 Räume. Sie beginnt mit dem Ende der Weimarer Republik. Zu sehen ist eine Projektion mit dem Titel Emden vor und im Kriege. Weitere Themen sind unter anderem Verfolgung, Terror, Emigration, Deportation, Zwangsarbeit, Fremdarbeiter und Deportierte, …und es gab ihn, den Widerstand sowie Politischer Neubeginn und Wiederaufbau Emdens. Im oberen Geschoss des Bunkermuseums informiert der Volksbund Deutsche Kriegsgräberfürsorge über seine Arbeit. Andere Ausstellungsräume befassen sich unter dem Titel Luftschutzmaßnahmen – Die Illusion des Bombenschutzes oder Leben in der „Welt“ des Bunkers mit der Geschichte des Bunkerbaus in Emden. Im Raum Erinnern – Aufarbeiten – Gedenken wird die Geschichte des Konzentrationslagers Engerhafe in der nahe Emdens gelegenen Gemeinde Südbrookmerland dargestellt. Dort befand sich vom 21. Oktober bis zum 22. Dezember 1944 ein Außenlager des Konzentrationslagers Neuengamme. Es war das einzige in Ostfriesland. Innerhalb der zwei Monate, in denen es bestand, starben 188 Häftlinge.

## Außengestaltung
Die Fassade gestaltete der Hamburger Künstler Uwe Ochsler. Er ließ den Bunker mit sich abwechselnden schwarzen und weißen Feldern bemalen, auf denen mit goldlackierten Kunststoffbuchstaben der sich wiederholende Schriftzug AUSSENWELTEN INNENWELTEN zu sehen ist. Der Künstler sagte dazu: „Es gibt kaum einen Ort, an dem das Innen und das Außen so stark voneinander getrennt sind, wie bei einem Bunker. Die Funktion eines Bunkers hat es, sich damit seine eigene Realität vor einer äußeren Bedrohung zu schützen; jeder nimmt seine eigene Welt mit in den Bunker hinein“. Die Farben Schwarz und Weiß stehen seinen Angaben zufolge „in ihrer Polarität Synonym für gegensätzliche Positionen. Das Gold der Schrift steht für einerseits Materielles, andererseits hat Gold natürlich auch immer eine Spirituelle Ausrichtung.“ Ergänzt wird das Textband von ineinander verschränkt angebrachten Fenstern, die vor die Fassade gehängt werden. Sie stehen für fehlende Transparenz zwischen Innen- und Außenwelt.